# Rita Gould
Pour les articles homonymes, voir Gould.
Rita Gould est une actrice et chanteuse née le 8 août 1890 à Odessa dans l'Empire Russe et morte le 15 mars 1981 à Los Angeles en Californie.

## Biographie
Rita Gould a été actrice de théâtre dans les années 1910 et 1920,,, et se produit dans des vaudevilles, en particulier Maid in America en 1916, . Elle est connue pour avoir popularisé la chanson Send Me Away with a Smile.
Sa carrière au cinéma commence dans les années 1940, avec des rôles dans Kiss and Make-Up (1934), Girls' Dormitory (1936), He Couldn't Say No (1938), Red Barry (1938), So's Your Uncle (1943), South of Dixie (1944), Her Lucky Night (1945), The Vicious Circle (1948), et Association criminelle (The Big Combo) (1955). Elle passait souvent à la radio et avait son propre programme. Elle s'est aussi intéressée très tôt à la télévision.
Elle a été mariée à plusieurs reprises, et meurt à Los Angeles à l'âge de 90 ans.